# Zari
Zari är ett distrikt i Afghanistan. Det ligger i provinsen Balkh, i den norra delen av landet, 260 kilometer nordväst om huvudstaden Kabul.
Distriktet beräknades år 2022 ha cirka 51 000 invånare.